# Xenillus irregularis
Xenillus irregularis är en kvalsterart som beskrevs av P. Balogh 1986. Xenillus irregularis ingår i släktet Xenillus och familjen Xenillidae. Inga underarter finns listade i Catalogue of Life.